# Calopteryx samarcandica
Calopteryx samarcandica – gatunek ważki z rodziny świteziankowatych (Calopterygidae).